# Норкрос (Џорџија)
Норкрос (Џорџија) (енгл. Norcross) град је у америчкој савезној држави Џорџија. По попису становништва из 2010. у њему је живело 9.116 становника.

## Демографија
Према попису становништва из 2010. у граду је живело 9.116 становника, што је 706 (8,4%) становника више него 2000. године.
| Група             | 2000.         | 2010.         |
| Белци             | 2.717 (32,3%) | 2.448 (26,9%) |
| Афроамериканци    | 1.751 (20,8%) | 1.801 (19,8%) |
| Азијати           | 513 (6,1%)    | 1.167 (12,8%) |
| Хиспаноамериканци | 3.442 (40,9%) | 3.591 (39,4%) |
| Укупно            | 8.410         | 9.116         |